# Motacilla cinerea
La ballerina gialla (Motacilla cinerea Tunstall, 1771) è un uccello insettivoro della famiglia Motacillidae.

## Descrizione
Lunga circa 18 cm con coda lunga e nera, groppone giallo verdastro le parti superiori sono grigio oliva, sottocoda giallo.

## Distribuzione e habitat
Distribuita in buona parte dell'Europa, Asia e Africa nord occidentale; in Italia è stanziale e nidificante. Il suo habitat sono le regioni montuose e collinari ma comunque sempre molto legata all'acqua, fiumi, torrenti e fossi.

## Biologia

### Voce
Verso metallico con ripetuti zi-zi.

### Alimentazione
Insettivoro si ciba di piccoli invertebrati, vegetali e semi

### Riproduzione

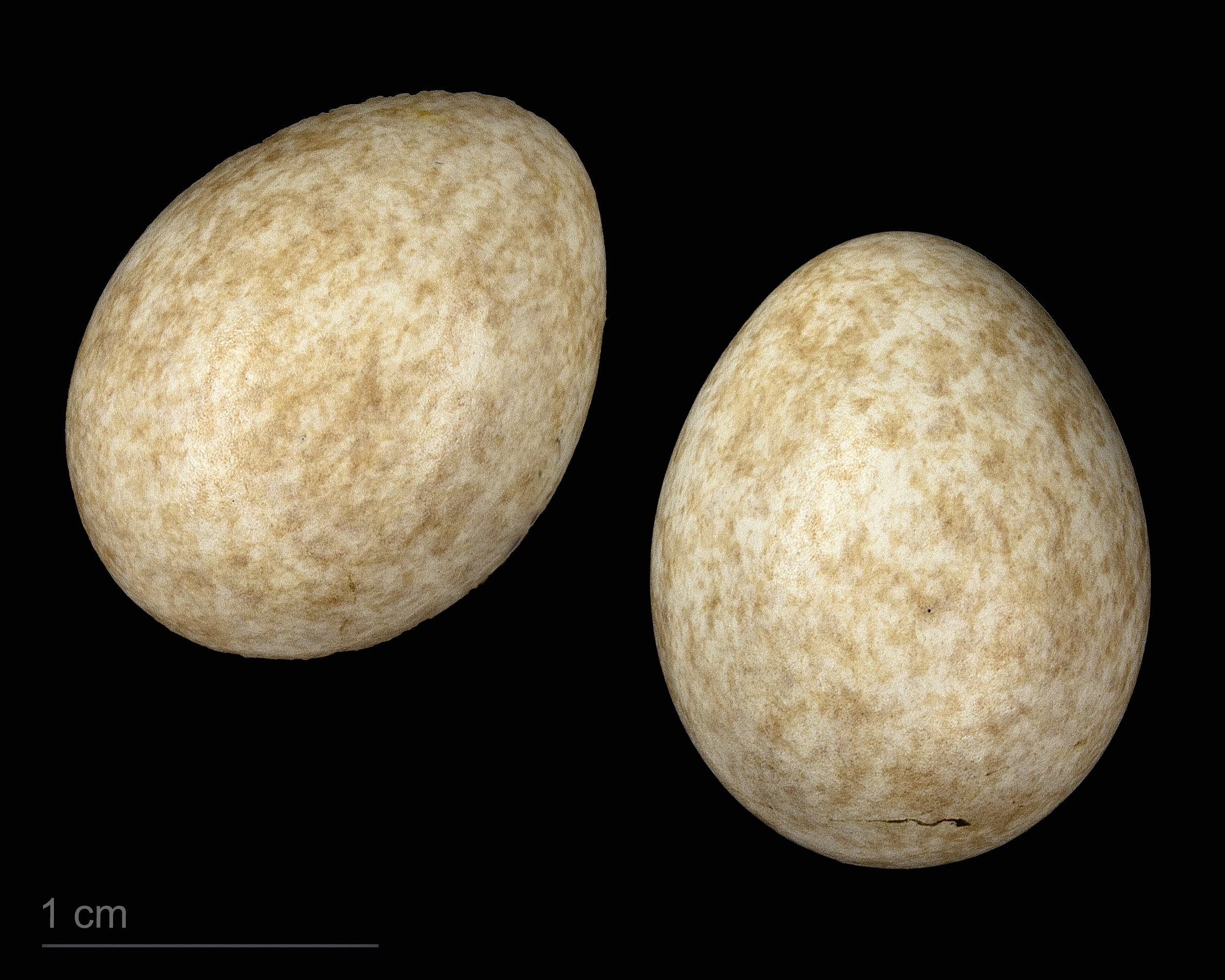
Uova di Motacilla cinerea canariensis - Museo di Tolosa

Il periodo della riproduzione va da marzo a maggio, nidifica in cavità fra le rocce oppure in buchi nei muri o sotto i ponti. Alleva una sola covata l'anno deponendo 4-6 uova in un nido a coppa fatto di steli, muschio, foglie e piume.
Entrambi i genitori prendono parte alla cova (che richiede circa due settimane) e all'allevamento dei piccoli.

### Relazioni con l'uomo
Data l'abitudine a nidificare nei buchi dei muri capita spesso che viva a contatto con l'uomo nei vecchi cascinali o nelle case rurali, oppure che si aggiri nei campi alla ricerca di insetti.

## Sistematica
Motacilla cinerea ha 3 sottospecie:
- M. c. cinerea Tunstall, 1771 - sottospecie nominale, ampiamente diffusa in Europa, Africa e Asia
- M. c. patriciae Vaurie, 1957 - endemismo delle Azzorre
- M. c. schmitzi Tschusi, 1900 - endemismo di Madeira